# خوانا براوو
خوانا براوو (انگلیسی: Juanma Bravo؛ زادهٔ ۱۰ فوریهٔ ۱۹۹۸) بازیکن فوتبال است.